# Lily Aldrin
Lily Aldrin là nhân vật hư cấu trong bộ phim truyền hình của đài CBS How I Met Your Mother. Vai diễn được nữ diễn viên người Mỹ Alyson Hannigan thủ vai. Cô là vợ của Marshall Eriksen và là bạn thân của Ted Mosby, Robin Scherbatsky và Barney Stinson. Lily là giáo viên mầm non và là một họa sĩ không chuyên. Trong phần 8 của bộ phim, cô nhận làm công việc của một cố vấn nghệ thuật. Lily là thành viên duy nhất trong dàn nhân vật chính không xuất hiện trong tất cả các tập, trong lúc Alyson Hannigan phải nghỉ để sinh đứa con đầu lòng của mình.

## Hoàn cảnh sáng tạo
Craig Thomas chia sẻ rằng nhân vật Marshall và Lily được lấy ý tưởng dựa trên anh và người vợ tên Rebecca của mình. Ban đầu Rebecca rất giận sau khi biết tin này, nhưng (vì cô là một fan của bộ phim Buffy the Vampire Slayer, bộ phim có sự góp mặt của Alyson) cô bằng lòng khi Alyson Hannigan được chọn để đảm nhận vai này. Lúc đó, Hannigan muốn tìm cho mình một vai mang tính hài hước hơn nên đã được tuyển vai.

## Tiểu sử
Lily Aldrin lớn lên tại Park Slope, Brooklyn, New York. trong một gia đình có dòng dõi Do Thái và Ireland. Cô là con gái của Janice Aldrin, người mà cô miêu tả là một người "bênh vực bình quyền cho phụ nữ". Janice phải làm đến hai công việc để giúp đỡ gia đình. Ông của Lily là phi hành gia Buzz Aldrin, người từng tham gia chiến đấu tại cuộc chiến tranh tại Hàn Quốc. Cha của Lily, Mickey, là một người sản xuất trò chơi đóng hộp thất bại, phải sống nhờ dưới tầng hầm của ông bà Lily. Janice và Mickey li hôn khi Lily còn nhỏ. Cô ghẻ lạnh với cha của mình, người thường xuyên vắng mặt mà cô diễn tả làm cô "buồn từng ngày trong suốt 20 năm" - cho đến khi ông hứa sẽ bên cạnh cô khi cô sinh đứa con đầu lòng của mình.
Trong những năm cô theo học tại trường Trung học và Đại học, cô là một thành viên của "cộng đồng người Gô-tích", cô nhuộm tóc đen và ăn mặc theo kiểu người "Gô-tích". Trong một quãng thời gian, cô hẹn hò với một gã tên là Scooter, người mà cô khẳng định mình chỉ hẹn hò bởi vì nhìn rất giống Kurt Cobain. Hai người chia tay trong đêm Dạ vũ năm lớp 11, nhưng anh vẫn còn bị cô ám ảnh suốt nhiều năm sau đó. Cô gặp Marshall trong năm đầu tại trường Đại học Wesleyan năm 1996 và hẹn hò cùng anh trong suốt những năm học Đại học.
Trong tập "Say Cheese" được trình chiếu ngày 22 tháng 3 năm 2010, Lily được ghi nhận đã 32 tuổi. Cô nói thạo tiếng Ý, được chứng nhận việc sử dụng tiếng Anh như ngôn ngữ thứ hai của mình, sử dụng Photoshop, Quark và Java hết sức thành thục.
Lily thường xuyên khẳng định nhu cầu thường xuyên của mình trong chuyện chăn gối. Cô cũng có nhiều đam mê tình dục cùng với người đồng giới, điều mà cô thừa nhận nhiều lần và cho thấy mình bị hấp dẫn với Robin. Thật ra, Lily từng than thở mình vì mối quan hệ cùng Marshall mà chưa từng được "hưởng thú vui của người đồng tính hồi ở trường đại học" ở phần 1. Để đáp trả cho việc đó, Robin hôn cô trong tập "Best Prom Ever". Trong tập "Robin 101" của phần 5, Lily khẳng định mình từng mơ đến Robin trong những "giấc mơ khó hiểu" về giới tính. Trong phần 6, tập "Hopeless", Lily lỡ lời khi để lộ bí mật rằng mình có tình cảm với nữ diễn viên Mila Kunis. Trong tập "The Perfect Cocktail" có hé lộ rằng khi Lily uống rượu Martinis sẽ làm xu hướng đồng tính của cô lớn dần, và, như ta được thấy trong phân cảnh quá khứ, cô dỗ ngọt một anh chàng khi đang say để dám thách cô và Robin hôn nhau. Trong tập "The Broath" của phần 7, Lily tình cờ tiết lộ trong một thời gian trước, cô cố gắng thuyết phục Marshall nên đính hôn chung với Robin luôn một thể. Cũng trong tập đó, Barney yêu cầu Lily và Robin hôn nhau, điều mà Lily mong muốn bấy lâu và đã hôn Robin lâu hơn thời gian quy định. Trong phần 8, tập "Lobster Crawl", Lily giúp Robin dụ dỗ Barney khi đề nghị cô nên "thân mật" với một cô gái khác, nhưng cuối cùng lại bị thất vọng khi Robin "thân mật" với một cô bạn của cô ấy thay vì Lily. Trong tập "The Broken Code", Lily phát ghen và đuổi người bạn mới của Robin sau khi mường tượng viễn cảnh khi Robin và cô ta sẽ thân thiết cùng nhau. Nhận biết được rất rõ sức hấp dẫn của mình tới Lily, Robin thường hay lơ đi những gì Lily cảm nhận hay cảm thấy bối rối mỗi khi Lily tỏ ra bất thường.
Lily rất giỏi điều khiển người khác và khiến họ làm theo tình huống mà cô muốn; cô cũng cực kì tài trong việc chia rẽ một cặp mà cô biết sẽ không hợp với nhau. Barney gọi cô là một "con trùm bù nhìn đáng sợ" và "cực kì hiểm độc", trong khi Ted gọi cô là kẻ "loạn thần kinh nhân cách".

## Tiến triển
Lily và Marshall đính hôn vào mùa thu năm 2005, trong tập đầu của bộ phim. Vào ngày Lễ Tạ ơn cùng năm đó, Lily bị bắt vì tội tiểu bậy nơi công cộng tại St. Cloud, Minnesota, sau khi cô dùng công cụ thử thai tại nhà, ở một góc đường phía sau cửa hàng tiện lợi khi đến thăm gia đình Marshall. Cho đến cuối phần 1, cô tiết lộ với Robin từng có ý nghĩ về việc mình lấy Marshall mà chưa kịp trải nghiệm nhiều trong cuộc sống. Nhiều hoài nghi bùng lên và cuối cùng, cô đăng ký tham gia vào một nhóm những họa sĩ tại San Franciscon. Ban đầu cô chỉ nói với Ted có thể cô sẽ huỷ việc đăng ký này, nhưng Marshall biết được cô ấy đã đăng ký và được nhận. Sau khi tranh cãi với nhau nhiều lần; cùng với nhiều lúc "đình chiến" để cùng nhau uống rượu, ăn tối ở nhà hàng Red Lobste, và làm tình với nhau, Lily không thể hứa trước với Marshall mình sẽ trở về với anh sau ba tháng công tác và đính hôn của hai người chấm dứt tại đó.
Sau khi trở về, cô thú nhận quyết định đó là một sai lầm, nhưng phải mất vài tập nữa Marshall mới chấp nhận cô ấy trở lại. Không lâu sau đó, họ lại đính hôn cùng nhau. Trong tập 10 của phần 2, có bao hàm chuyện của một năm sau, khi Marshall và Lily cưới nhau. Họ cưới nhau trong tập "Something Borrowed", tập áp chót của phần 2. Lily quyết định giữ lại họ của mình.
Trong phần 3, Lily được tiết lộ là một kẻ nghiện mua sắm và luôn đi mua sắm (chỉ mua giày và bốt) mỗi khi gặp chuyện buồn. Thẻ tín dụng của cô được giữ trong một chiếc "hộp xấu hổ". Cô và Marshall vật lộn với đống hoá đơn của chiếc thẻ tín dụng, đặc biệt trong khoảng thời gian khi họ chuẩn bị mua một căn hộ mới, làm cho Marshall không còn quyết định nào khác ngoài việc phải nhận công việc tại một hãng công ty lớn. Sau đó họ mua được căn nhà, cho đến khi biết được khu nhà họ mua nằm gần nơi xử lý nước thải và sàn nhà của họ bị nghiêng. Trong phần 4, cô và Marshall chuyển tới ngôi nhà mới.
Lily, cùng Ted và Marshall, thường hay đam mê với "bánh kẹp" (từ nói trại của Ted Tương lai cho "bánh cần sa") trong lúc học Đại học và ở buổi họp mặt lần thứ 20 của trường. Cô thích được làm tình ở những nơi không phù hợp như thang máy hay sàn nhà bếp. Cô cũng thường hay nói tiếng lóng khi trong phần 4 cô nói "you gots to get got" để ám chỉ mỗi lần Karen nhìn vào hạ bộ của Marshall, hay câu "Mama needs her sugar".
Trong tất cả nhân vật, chỉ có cô là được Barney chọn để tâm sự khi anh nhận ra mình yêu Robin trong tập đầu phần 4, "Do I Know You?". Trong tập đầu phần 5, "Definitions", Lily buộc Robin và Barney phải thú nhận họ là một cặp cho dù họ phủ nhận. Sau đó, Lily tìm được một cô vũ công thoát y người Nga có khuôn mặt giống y như mình, làm cô thích thú đến nỗi cuối đêm đó, cô thay thế chỗ của cô vũ công và nhảy trên sàn và ngả người vào đám đông.
Vì từng có những trải nghiệm không hay trong việc hẹn hò đôi cùng với các cặp tình nhân khác, Lily và Marshall đều rất sợ khi phải trải qua chuyện đó lần nữa. Họ đành mời Robin và Barney hẹn hò cùng họ trong một đêm, nhưng lại thất bại thảm hại khi hai người khác nói với Ted đó là một đêm chán nhất từng có. Trong tập "Bagpipes", Lily và Marshall cãi nhau một trận lớn chỉ vì những cái đĩa dơ và lời đốc thêm của Barney khiến Marshall nghĩ mình không nên có trách nhiệm về việc rửa những cái đĩa đó. Lily giận dữ đuổi Marshall ra khỏi nhà sau khi cả hai cãi cọ vì vài vấn đề khác. Khi Barney và Robin chia tay và thừa nhận những điểm sai lầm của mình trong mối quan hệ, Lily và Marshall mới trân trọng tình cảm của mình và tha lỗi cho nhau ngay lập tức.
Khi Barney diễn tả mối quan hệ của mình theo lối chán nản, Marshall và Ted nhờ Lily giúp chia rẽ Barney và Robin, khiến Lily có thêm biệt tài làm chia rẽ cặp mà cô biết sẽ không có kết quả (tập "The Front Porch"). Trong khi Lily nhất quyết không dính dáng đến chuyện này, đến phút cuối cô lại sử dụng biệt tài của mình và dẫn Barney và Robin vào một trận cãi nhau lớn. Hoá ra, kế hoạch của cô thất bại, nhưng cả hai đều thừa nhận cặp đôi không thể có kết quả.
Trong suốt phần 6, Marshall và Lily cố gắng để có con. Lần đầu thử của họ không có kết quả, thế nhưng, họ lo lắng mình không thể có con. Trong tập cuối phần 6, "Challenge Accepted", Lily cuối cùng cũng có thai.
Trong tập "Mystery vs. History", Lily và Marshall biết được mình đang có con trai. Sau đó, trong tập "The Slutty Pumpkin Returns", họ được thừa hưởng căn nhà của ông bài Lily để lại ở Long Island và họ cân nhắc việc chuyển đến đó sinh sống. Trong tập "Tailgate", Lily gọi người bố ghẻ lạnh của mình, Mickey (người đã xuất hiện lần đầu trong tập "Slapsgiving 2: Revenge of the Slap") để thông báo về việc mình mang thai, nhưng lại nhận được thái độ lạnh lùng của ông và ông gác máy trước. Sau cùng, Lily đgặp được ông ấy khi ở căn nhà tại Long Island, Mickey lái xe suốt đêm từ tận Chicago sau khi nghe được tin từ cô ấy. Lily động lòng và để ông ấy dọn vào ở cùng cô và Marshall. Họ chuyển về nhà mới trong tập "46 Minutes". Thế nhưng trong tập "Karma", Robin biết được lý do duy nhất mà Marshall và Lily chuyển về khu ngoại ô chỉ bởi họ nghĩ đó là môi trường lý tưởng để nuôi dạy con của họ. Robin cố gắng giải thích cho họ rằng họ không chỉ cần điều tốt nhất cho đứa trẻ, mà còn phải tốt cho họ. Khi họ không được cô thuyết phục, Robin kể cho Ted nghe mọi chuyện. Sau đó, Ted rút tên mình ra khỏi căn hộ mình đang ở tại New York, chỉ để lại tên của Marshall và Lily và để họ trở thành chủ hộ. Khi họ tới căn hộ của anh, họ vô cùng hoảng hốt.
Trong tập "Good Crazy," Lily bị Marshall làm phiền bởi nỗi ám ảnh làm cha của anh ấy, khiến cô phải nhờ đến Barney đưa Marshall đến thành phố Atlantic để cô có thể nghỉ ngơi, điều mà cô không thể làm được trong suốt 5 tuần từ khi có em bé tới nay. Khi Lily ở một mình tại căn hộ, cô lại chuẩn bị lâm bồn và lập tức gọi cho Marshall, chỉ ngay sau khi Barney thuyết phục anh tắt điện thoại trong vòng 1 tiếng. Trong tập "The Magician's Code," Robin cùng với Ted đưa cô đến bệnh viện và mong rằng Marshall sẽ gặp họ ở đó. Marshall đến vừa kịp lúc Lily vừa sinh con trai của anh, Marvin Wait-for-it Eriksen, tên đặt theo tên của cha Marshall (với tên lót được gợi ý bởi Barney).
Trong phần 8, Lily nhận công việc của một cố vấn nghệ thuật cho một triệu phú tên là "The Captain", người mời cô nhận công việc ở tận Ý. Ban đầu cô từ chối, nhưng sau đó, Marshall thuyết phục cô và "The Captain" để cô nhận công việc này và chuẩn bị sẵn sàng để đến Rome. Trong tập cuối của phần 8, Marshall nhận việc thẩm phán mà không nói cho Lily biết.
Trong phần cuối, diễn ra trong tuần lễ diễn ra đám cưới của Barney và Robin, Lily biết được Marshall nhận làm công việc khác mà không hề bàn với cô và họ đã có một trận cãi nhau rất lớn khi anh đến được tới khách sạn nơi đám cưới diễn ra. Cô ấy giận dữ bỏ đi, nhưng rồi lại quay lại và bàn bạc lại với Marshall khi biết rằng cô có thai thêm lần nữa. Marshall từ bỏ công việc đó và đồng ý đến Ý cùng cô. Tương lai được hé lộ ngay sau đó khi Lily sinh một đứa con gái, tên là Daisy. Trong ngày diễn ra đám cưới, Lily và Marshall cũng cập nhật lại những lời thề của nhau.
Trong tập cuối, "Last Forever" có hé lộ trong vài năm sau, Lily hạ sinh thêm một đứa con thứ ba nữa. Cho dù nhóm của họ tan rã khoảng vài năm, Lily vẫn luôn ở bên cạnh tất cả mọi người trong mọi khoảnh khắc quan trọng của nhóm: khi Robin và Barney li hôn, hôm con gái của Barney và hai đứa con của Ted được ra đời và đám cưới của Ted cùng the Mother (người tên thật là Tracy). Cô vẫn sống viên mãn cùng Marshall, người mà sau này trở thành Thẩm phán cho Pháp Viện Tối cao Hoa Kỳ.

## Đón nhận
Alyson Hannigan thắng giải People's Choice Award cho hạng mục "Nữ diễn viên phim hài truyền hình được yêu thích nhất" trong hai năm 2010 và 2012 cho vai diễn này.